# Kleiniella guineensis
Kleiniella guineensis är en insektsart som först beskrevs av Aulmann 1912.  Kleiniella guineensis ingår i släktet Kleiniella och familjen rundbladloppor.
Artens utbredningsområde är Ekvatorialguinea. Inga underarter finns listade i Catalogue of Life.